# Димитър Хаджийски
Димитър Хаджийски е български актьор.

## Биография
Роден е в Горна Джумая на 27 февруари 1935 година.
Още като малък играе главни роли в училищни пиеси. Започва като стажант-артист през 1953 година в Драматичния театър в Благоевград.
В периода 1958-1962 година завършва ВИТИЗ „Кръстьо Сарафов“.
През 1962–1963 година играе във Музикално-драматичен театър „Константин Кисимов“ Велико Търново, а след това до 1966 година в театъра - в родния си град. Между 1966 и 1968 година играе на сцената на Варненския театър, а след това - в Драматичния театър в Плевен.

## Награди и отличия
- Заслужил артист, 1979.
- Златна значка на САБ.
- Почетна награда „Златен век“ на Министерството на културата за принос в развитието и популяризирането на българската култура.
- „Актьор на годината“ на Клубът на дейците на културата в Плевен, 1995, 1998.
- „Почетен гражданин на Плевен“, 2005.

## Театрални роли
- „Гордо мое сърце“ по Максим Горки (1977 г.)
- „Несъбудени пространства“, с който отбелязва 50-годишния си юбилей (1985 г.)
- „Страсти Илиеви“ на Димо Дешев, с който празнува 40 години театрална дейност (1998 г.)
- „Ангелът на възмездието“ по Стефан Продев, с който чества 70-годишнината си
- „Хамлет“ на Уилям Шекспир – Хамлет
- „Разпети петък“ (първата му роля на плевенска сцена)
- „Хан Татар“ – хан Татар (спектакълът се играе 118 пъти)
- „Страшният съд“ – следователя Партов
- „Доходно място“ – Жадов
- „Щастливеца иде“ на Алеко Константинов – бай Ганьо
- „Човекоядката“ на Иван Радоев
- „Татуирани души“
- „Христина“

## Филмография
| Година | Филми и Сериали                                | Серии | Копродукции                                          | Роля                              |
| ------ | ---------------------------------------------- | ----- | ---------------------------------------------------- | --------------------------------- |
| 1989   | Юдино желязо                                   |       |                                                      | Тодор, стражарят                  |
| 1984   | Откога те чакам                                |       |                                                      | журналистът, син на шапкарката    |
| 1982   | Под едно небе                                  |       |                                                      | Коларов                           |
| 1979   | Тайфуни с нежни имена (тв сериал)              | 3     |                                                      |                                   |
| 1978   | По дирята на безследно изчезналите (тв сериал) | 4     |                                                      | капитан Кочо Стоянов              |
| 1978   | Селцето (тв сериал)                            | 5     |                                                      | партизанинът                      |
| 1977   | Бой последен                                   |       |                                                      | Дафин                             |
| 1977   | Година от понеделници                          |       |                                                      |                                   |
| 1976   | Войници на свободата (Солдаты свободы)         | 4     | СССР/България/Унгария/ГДР/Полша/Румъния/Чехословакия | (като Д. Хаджийски в 1 серия: II) |
| 1976   | Вината                                         |       |                                                      |                                   |
| 1976   | Катина                                         |       |                                                      |                                   |
| 1975   | Осъдени души                                   |       |                                                      | Дамиан Аугусто                    |
| 1974   | Дубльорът                                      |       |                                                      |                                   |